# 潘家园西站
潘家园西站是一个位于中国北京市朝阳区潘家园街道潘家园路与潘家园东路交叉口南侧，属于北京地铁17号线建设中的地铁车站。車站一度因附近居民擔心樓房結構安全而停工，现已恢复施工。

## 车站结构
潘家园西站采用地下双层单跨拱顶直墙箱型结构，总长265.6米，设有南北两个外挂厅、3个出入口、3个安全出口及2组风亭，上述出入口、风亭以及部分安全出口均设于外挂厅内。本站设有一组叠摞侧式站台，上层站台屏蔽门上方计划设置壁画《国色雅韵》。
本站B出入口计划与潘家园社区综合服务用房一体化设计。